# The Greatest Night in Pop
The Greatest Night in Pop är en amerikansk musik- och dokumentärfilm från 2024. Den är regisserad av Bao Nguyen. Filmen har världspremiär på Sundance Film Festival den 19 januari 2024 och hade premiär på strömningstjänsten Netflix den 29 januari 2024.

## Handling
Filmen handlar om inspelningen av välgörenhetslåten We Are the World, som ägde rum den 25 januari 1985.

## Medverkande (i urval)
- Lionel Richie
- Michael Jackson
- Bruce Springsteen
- Smokey Robinson
- Cyndi Lauper
- Kenny Loggins
- Dionne Warwick
- Huey Lewis